# Johann Ernst Altenburg
Pour les articles homonymes, voir Altenburg (homonymie).
Johann Ernst Altenburg, né le 15 juin 1734 à Weißenfels et mort le 14 mai 1801 à Bitterfeld, est un compositeur, organiste et trompettiste allemand.

## Biographie
Son père Johann Kaspar Altenburg (1688–1761), a travaillé à partir de 1709 comme trompettiste auprès du duc Jean-Adolphe II de Saxe-Weissenfels et de 1711 à sa mort auprès du frère du duc, Christian de Saxe-Weissenfels à sa résidence, le château Neu-Augustusburg à Weissenfels. C'est là qu'est né Johann Ernst Altenburg le 15 juin 1734. À l'âge de deux ans, il a commencé à recevoir des leçons de son père. À l'âge de 18 ans, le jeune Altenburg était un trompettiste accompli. Mais il n'a pu trouver de poste. Après avoir étudié l'orgue pendant deux ans avec Johann Theodor Roemhildt et Johann Christoph Altnikol, il a voyagé pendant neuf années à l'étranger.
Pendant cette période, il a probablement été embauché comme trompette durant la guerre de Sept Ans. En 1766 il retourne à Weissenfels. Pendant une courte période, il a été organiste à Mersebourg et Landsberg près de Halle, puis s'est installé à Bitterfeld en 1767 où il a tenu le poste d'organiste. Il a occupé ce poste jusqu'à son décès le 14 mai 1801, bien que ce poste soit faiblement rémunéré. Durant cette période, il a acquis une mauvaise réputation d'« organiste sauvage » (« wilde Organist »), pour un comportement peu scrupuleux qui lui a valu des poursuites répétées, qui ont culminé avec une accusation de haute trahison en 1792. Toutes ces accusations ont été abandonnées par la suite.

## Œuvres
Comme compositeur, il est surtout connu pour ses six sonates pour clavecin. 
Altenburg occupe une place importante en musicologie pour son traité Versuch einer Anleitung zur heroisch-musikalischen Trompeter- und Paukerkunst (Recherche d'une méthode pour la trompette héroïque et musicale et art du timbalier) (Halle, 1795). Cet ouvrage peut être considéré comme le plus ancien traité imprimé de trompette en langue allemande et est une source essentielle pour l'histoire de la technique de la trompette ancienne. Au moment de l'impression, la plus grande partie du texte avait fait l'objet de recherches depuis 25 ans. L'annonce de la publication était apparue en 1770 dans le Musikalischen Nachrichten de Johann Adam Hiller. La plus ancienne mention connue du manuscrit se trouve dans une lettre d'Altenburg datée de février 1767.
Altenburg expose tout le savoir-faire de l'art de la trompette de cette époque. Il utilise au moins 108 œuvres dont au moins 104 d'auteurs très connus, ainsi que de nouvelles compositions d'auteurs anonymes. De plus, la littérature qu'il cite couvre les domaines de la musique ancienne, officielle, et religieuse. Il expose également la technique instrumentale de son époque. Les exemples couvrent un large champ de l'histoire de la trompette, et traduisent la réflexion approfondie d'Altenburg sur la pratique de la trompette dans sa société. Altenburg décrit la tradition ininterrompue de la pratique de trompette depuis l'Ancien Testament (le fils d'Aaron) jusqu'à son propre temps et réclame de ce fait la nécessité d'élever le statut social du trompettiste dans la société.
Dans ce traité, quelques petites compositions d'auteurs la plupart du temps inconnus sont proposées. Par exemple, on trouve un petit duo pour deux clairons, une bourrée pour deux clairons, un trio en forme de polonaise, et un choral pour trois clairons, trompette principale, et tambour. De plus, on trouve en addendum contenant un concerto pour sept clairons avec tambours. Une petite fugue pour deux clairons écrite près d'un siècle plus tôt est tirée des œuvres d'Heinrich Ignaz Franz Biber.